# Formica longipes
Formica longipes é uma espécie de formiga do gênero Formica, pertencente à subfamília Formicinae.